# Panagiotis Pikrammenos
Panagiotis Pikrammenos (en grec: Παναγιώτης Πικραμμένος) (Atenes, 26 de juliol de 1945) és un jutge i polític grec que va ser Primer Ministre de Grècia d'un govern interí, després de les eleccions legislatives de maig de 2012, en les quals cap partit va obtenir la majoria absoluta.